# Hiver 54, l'abbé Pierre
Pour les articles homonymes, voir L'Abbé.
Pour plus de détails, voir Fiche technique et Distribution.
Hiver 54, l'abbé Pierre est un film français biographique historique produit par Christian Ardan, réalisé par Denis Amar, sorti en 1989 avec Lambert Wilson et Claudia Cardinale, sur le rude hiver 1954, le drame des sans-abri et l'action de l'abbé Pierre.

## Synopsis
En hiver 1954, alors que la température tombe en dessous de −15 °C de façon prolongée, l'abbé Pierre, ancien résistant et ancien député MRP, lance des appels médiatiques nationaux à la solidarité sociale pour venir en aide aux pauvres et aux sans domicile fixe en danger de mourir de froid dans l'ignorance sociale et médiatique complète. C'est le début de l'« Insurrection de la Bonté ».
Son message diffusé à la Radio Nationale puis sur Radio Luxembourg est entendu de toute la population, de l'Assemblée nationale et du gouvernement français qui répondent avec générosité à son appel et contribuent à permettre à l'abbé de fonder officiellement le 12 mars 1954 l'Association Emmaüs.

## Texte de l'appel de l'Abbé Pierre surRadio Luxembourg
« Mes amis, au secours…

Une femme vient de mourir gelée, cette nuit à trois heures, sur le trottoir du boulevard Sébastopol, serrant sur elle le papier par lequel, avant hier, on l’avait expulsée…
Chaque nuit, ils sont plus de 2 000 recroquevillés sous le gel, sans toit, sans pain, plus d’un presque nu. Devant l’horreur, les cités d’urgence,

Écoutez-moi : en trois heures, deux premiers centres de dépannage viennent de se créer : l’un sous la tente au pied du Panthéon, rue de la Montagne-Sainte-Geneviève ; l’autre à Courbevoie. Ils regorgent déjà, il faut en ouvrir partout. Il faut que ce soir même, dans toutes les villes de France, dans chaque quartier de Paris, des pancartes s’accrochent sous une lumière dans la nuit, à la porte de lieux où il y ait couvertures, paille, soupe, et où l’on lise sous ce titre Centre fraternel de dépannage, ces simples mots : « Toi qui souffres, qui que tu sois, entre, dors, mange, reprends espoir, ici on t'aime ».

La météo annonce un mois de gelées terribles. Tant que dure l’hiver, que ces centres subsistent, devant leurs frères mourant de misère, une seule opinion doit exister entre hommes : la volonté de rendre impossible que cela dure.

Je vous prie, aimons-nous assez tout de suite pour faire cela. Que tant de douleur nous ait rendu cette chose merveilleuse : l’âme commune de la France. Merci !

Chacun de nous peut venir en aide aux « sans abri ». Il nous faut pour ce soir, et au plus tard pour demain :
- 5000 couvertures,
- 300 grandes tentes américaines,
- 200 poêles catalytiques

Déposez-les vite à l’hôtel Rochester, 92, rue La Boétie. Rendez-vous des volontaires et des camions pour le ramassage, ce soir à 23 heures, devant la tente de la montagne Sainte Geneviève.

Grâce à vous, aucun homme, aucun gosse ne couchera ce soir sur l’asphalte ou sur les quais de Paris.

Merci, »

## Fiche technique
- Titre original : Hiver 54, l'abbé Pierre
- Réalisation : Denis Amar
- Scénario : Marie Devort & Denis Amar
- Dialogues : Marie Devort
- Décors : Jean-Jacques Caziot
- Costumes : Brigitte Demouzon
- Photographie : Gérard de Battista
- Musique : Philippe Sarde
- Montage : Jacques Witta
- Production : Christian Ardan
- Format : couleur
- Langue : français
- Genre : drame, biographique, historique
- Durée : 100 minutes
- Sortie : 1989

## Distribution
- Lambert Wilson : l'abbé Pierre
- Claudia Cardinale : Hélène Larmier
- Robert Hirsch : Raoul
- Antoine Vitez : le ministre de l'Intérieur Léon Martinaud-Déplat
- Bernard Lefort : le préfet de police de Paris Jean Baylot
- Laurent Terzieff : Pierre Brisson
- Bernie Bonvoisin : Castaing « la Castagne »
- Stéphane Butet : Jean
- Isabelle Petit-Jacques : Mlle Lucie Coutaz
- Maxime Leroux : le député Robert Buron
- Pierre Debauche : le ministre du logement Letellier[7]
- Wladimir Yordanoff : le sénateur Charmat
- Philippe Leroy : Jacques
- Éric Métayer : Camille Chatelot
- Rudy Laurent : Léo Hamon
- Sam Karmann : Sam Rubinovitz
- Jacques Nolot : ?
- Michel Amphoux : ?
- Hervé Laudière : un éboueur
- Jean-Marie Cornille : un gendarme

## Distinctions

### Récompenses
- Prix Jean-Gabin 1990 des espoirs du cinéma français et performance saluée par la profession pour Lambert Wilson
- César 1990 : Meilleur acteur dans un second rôle pour Robert Hirsch
- Prix Humanum 1989 de l'UPCB / UBFP - Union de la presse cinématographique belge

### Nominations
- César 1990
  - Meilleur acteur pour Lambert Wilson / Robert Hirsch